# A.O.D.
A.O.D. (Akronym für Altars of Destruction) ist eine finnische Thrash-Metal-Band aus Kauhajoki, die im Jahr 1986 gegründet wurde, sich 1989 trennte und 2008 wieder zusammenfand. Sie zählt zu den ältesten finnischen Vertretern des Genres.

## Geschichte
Die Band wurde im Jahr 1986 von Gitarrist Kimmo Osmo, Bassist Pasi Osmo und Schlagzeuger Jukka Sandberg gegründet. Im Herbst 1988 änderte sich die Besetzung der Band etwas, sodass neben Kimmo Osmo auch Gitarrist Mika Ahlqvist in der Band war, Pasi Osmo spielte weiterhin den Bass, während Schlagzeuger Juhani Mäenpää und Mika Luoma ebenfalls neu in der Besetzung waren. Pasi Osmo hatte bist zu diesem Zeitpunkt auch den Posten des Sängers übernommen. Die Band nahm einige Demos auf und spielte auf diversen Konzerten. Im Jahr 1989 erschien die EP Painful Awakening. Die Band löste sich noch im selben Jahr wieder auf.
Im Jahr 2000 entschieden sich Pasi und Kimmo Osmo, die Kompilation AnnODomini zusammenzustellen, auf der Demos und die EP enthalten waren. Die Veröffentlichung erfolgte im Jahr 2001.
Im Frühling 2008 begannen Pasi und Kimmo Osmo sowie Gitarrist Junnu Mäki mit den Arbeiten zum Album Gallery of Pain. Als Schlagzeuger kam Sami Kariluoma dazu, dem kurze Zeit später Sänger Mika Luoma folgte. Anfang 2009 waren zwei neue Lieder fertiggestellt, sodass mit den Aufnahmen begonnen wurde. Zwischenzeitlich verließ Gitarrist Mäki die Band, sodass Kimmo Osmo sämtliche Gitarrenparts einspielte. Als neuer Schlagzeuger kam Jussi Samppala zur Besetzung. Das Album erschien im Jahr 2010 über Violent Journey Records.

## Stil
Die Musik der Band wird als solider klassischer Thrash Metal beschrieben, der seine Wurzeln in den 1980er Jahren hat.

## Diskografie
- 1988: Demo 1988 (Demo, Eigenveröffentlichung)
- 1988: Demo II 1988 (Demo, Eigenveröffentlichung)
- 1989: Painful Awakening (EP, Eigenveröffentlichung)
- 2001: AnnODomini (Kompilation, Eigenveröffentlichung)
- 2010: Gallery of Pain (Album, Violent Journey Records)